# جامعة دنيبرو التكنولوجية
جامعة دنيبرو التكنولوجية مؤسسة تعليم عالي أوكرانية، (بالأوكرانية: Дніпровський технологічний університет ШАГ) هي جامعة تقع في دنيبروبتروفسك أوبلاست, أوكرانيا. تأسست هذه الجامعة في سنة 2018